# Władysław Sulecki
Władysław Sulecki (ur. 17 lutego 1931 w Dobrzejewicach, zm. 16 grudnia 2004 w Hagen) – polski górnik, milicjant, działacz opozycji antykomunistycznej.

## Życiorys
Urodził się w rodzinie robotnika rolnego. Podczas II wojny światowej był łącznikiem Szarych Szeregów na północnym Mazowszu. W końcu 1945 rodzina przeprowadziła się na Ziemie Odzyskane, do Świeszewa koło Gryfic, gdzie objęła 9-hektarowe gospodarstwo rolne. W 1948 zapisał się do Związku Młodzieży Polskiej. W 1950 lub 1951 wszedł w szeregi Powszechnej Organizacji „Służba Polsce”. W ramach jednej z brygad skierowano go na Górny Śląsk, do Gliwic. Po zakończeniu służby w SP rozpoczął naukę w Szkole Przysposobienia Zawodowego przy Hucie im. J. Stalina w Łabędach. W 1952 ukończył naukę jako formier/ślusarz i od razu został skierowany do pracy w Bielsku-Białej, w Bielskiej Fabryce Wyrobów Śrubowych "Bispol".
W kwietniu 1952 zgłosił się do służby w ORMO, a w czerwcu tego samego roku złożył przyrzeczenie. Od stycznia 1953 pracował jako ślusarz w Bielskich Zakładach Urządzeń Technicznych, ale po miesiącu powołano go do zasadniczej służby wojskowej z przydziałem do 14. Pułku Piechoty w Tarnowie. W wojsku skończył kurs piekarza. Przeniesiono go do 5. Szpitala Garnizonowego jako woźnicę nar. Służbę zakończył w 1954, jako szeregowy i już w styczniu 1955 zgłosił się do służby w Milicji Obywatelskiej w Gliwicach, którą rozpoczął wkrótce na posterunku w Sośnicowicach. Ze służby zwolniono go dyscyplinarnie 31 maja 1956 za przywłaszczenie sobie z depozytu zegarków. W dokumentach podkreślano też, że był bardzo religijny, uczęszczał do kościoła i spowiedzi, a także wierzył w cuda. 
W 1956 podjął pracę jako szeregowy górnik w kopalni Zabrze-Wschód w Zabrzu. W grudniu 1956 przyjęto go do PZPR, ale już po kilku miesiącach (w 1957) oddał legitymację partyjną, ponieważ, jak twierdził, zabraniano mu głoszenia prawdy o Katyniu. Został zmuszony do zmiany pracy i zatrudnił się w Kopalni Gliwice. Od 1 lutego 1960 był tam kolejno: wozakiem, ładowaczem, młodszym górnikiem, a od 9 października 1976 górnikiem. 
Przez całe życie był głęboko wierzącym katolikiem i nie zgadzał się na szykanowanie kościoła przez władze PRL. Brał aktywny udział w demonstracji ulicznej w obronie krzyża ustawionego przy kościele Najświętszego Serca Pana Jezusa, jaka odbyła się 24 czerwca 1960. Następstwem tego był kilkunastodniowy areszt, który utwierdził go w przekonaniu o niewłaściwym stanowisku władz komunistycznych. Po zwolnieniu próbował nawiązać kontakt z Rozgłośnią Polską Radia Wolna Europa i emigracyjnymi środowiskami na Zachodzie, co zwróciło na niego uwagę Służby Bezpieczeństwa. Przeprowadzano u niego rewizje, zabezpieczano antyrządowe materiały, wzywano na rozmowy i aresztowano na 48 godzin. Po śmierci Tadeusza Bora-Komorowskiego wywiesił w swoim oknie flagę narodową z symbolem Polski Walczącej i literami AK, za co został zatrzymany. Zamykano go również prewencyjnie przez każdym 22 lipca i 1 maja. W marcu 1968 uczestniczył w demonstracjach warszawskich i ponownie został zatrzymany. Po zwolnieniu udał się do Krakowa, gdzie uczestnicząc w protestach został ciężko pobity przez ZOMO, ratując pałowaną studentkę i znalazł się w szpitalu. Brał też aktywny udział w wydarzeniach roku 1970. 
W 1976 został powołany na prewencyjne ćwiczenia rezerwistów przed planowaną przez władze podwyżką cen. Po powrocie nawiązał kontakt z powstałym niedawno Komitetem Obrony Robotników i stał się kolporterem materiałów tej organizacji. Poznał wówczas takich działaczy jak Jacek Kuroń, Jan Lityński, Henryk Wujec oraz Józef Śreniowski. Został współpracownikiem KOR na województwo katowickie. Próbował pozyskiwać nowych działaczy dla tej organizacji. Od 1977 kolportował też materiały Ruchu Obrony Praw Człowieka i Obywatela. Blisko współpracował z Kazimierzem Świtoniem. We wrześniu 1977 był jednym ze 110 sygnatariuszy Deklaracji Ruchu Demokratycznego. W 1977 został też współpracownikiem pisma Robotnik (od drugiego numeru jego adres wypisano w stopce redakcyjnej). Jego wyrazista działalność w tym okresie przyniosła na niego i rodzinę represje i szykany władz komunistycznych, co uległo znacznemu nasileniu po założeniu przezeń (wraz z innymi osobami) Komitetu Pracowniczego Wolnych Związków Zawodowych w Katowicach. SB nękała nie tylko jego, ale też jego żonę i córki (m.in. doszło do pobicia dziewczynek). Od 1976 do 1979 przeprowadzono z nim dziewięć rozmów, dokonano jedenastu rewizji w pracy i ośmiu w domu. Do inwigilacji wykorzystywano też tajnych współpracowników. 

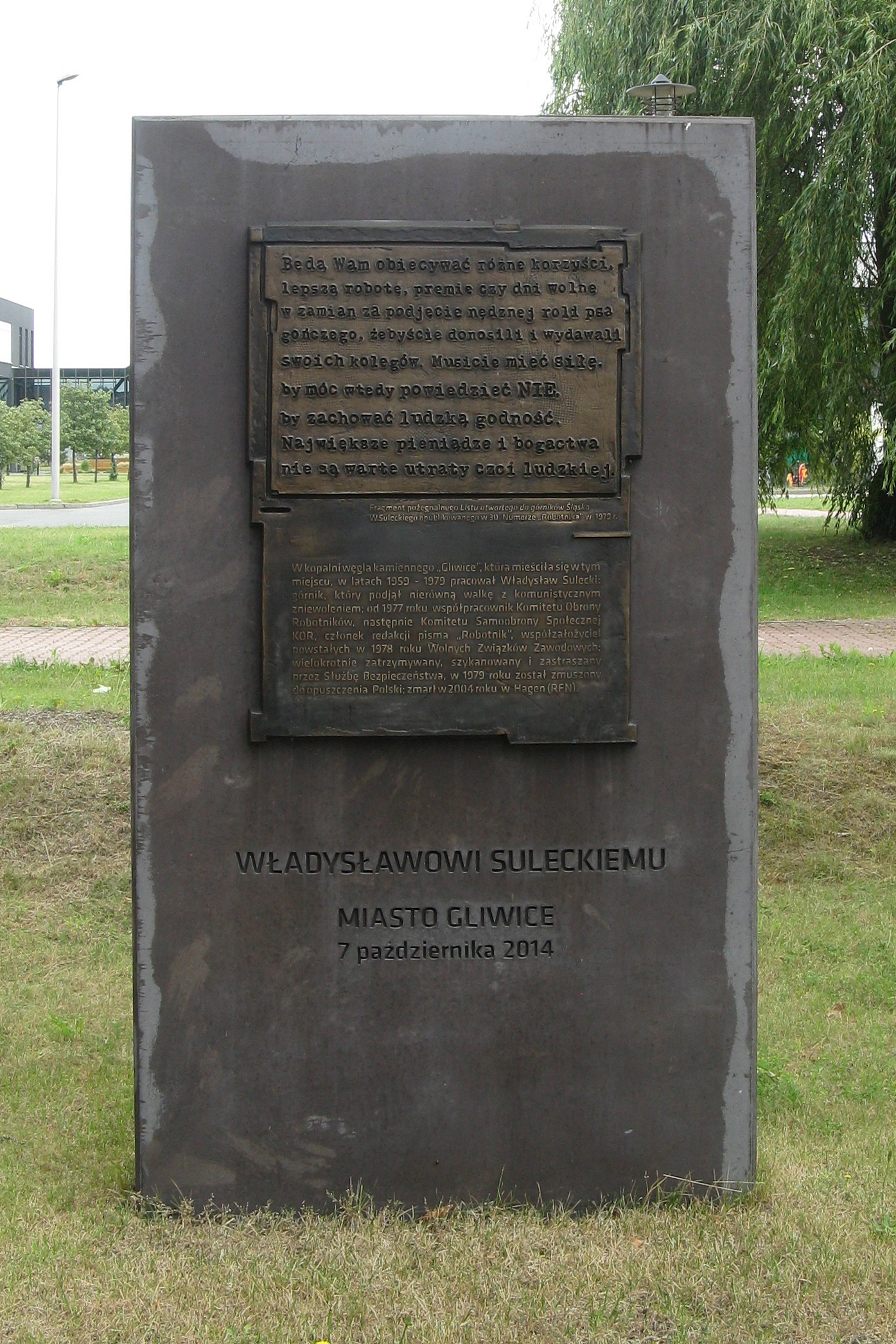
Pomnik Władysława Suleckiego w Gliwicach

Komuniści wywierali na rodzinę naciski w celu zmuszenia jej do emigracji. Pod presją ugięła się jego żona, a Sulecki, nie chcąc rozłączać się z rodziną, również zdecydował się na wyjazd. We wrześniu 1978 próbował wycofać wniosek o paszport emigracyjny, ale nie przyniosło to pożądanych rezultatów. 4 marca 1979 Suleccy opuścili Polskę i zamieszkali w Hagen (RFN). Władysław Sulecki podjął tu pracę w górnictwie węglowym. Kilkakrotnie wystąpił na antenie Radia Wolna Europa. W maju 1979 stanął na czele Komitetu Solidarności z Wolnymi Związkami Zawodowymi w Polsce, który powołano w Augsburgu. 26 września 1979 brał udział w trzeciej sesji przesłuchań Komitetu im. Sacharowa w Waszyngtonie. Współpracował z paryską Kulturą i pismem Przemiany wychodzącym w Monachium. Współpracował z Edmundem Bałuką, jak również z przedstawicielami zachodnich central związkowych. Angażował się we wspieranie NSZZ Solidarność. Po wprowadzeniu przez komunistów stanu wojennego rozpoczął współpracę z Komitetem Koordynacyjnym NSZZ Solidarność w Paryżu. 
Polskę odwiedził dopiero po 1989, ale nie powrócił tu na stałe. Został pochowany w Hagen.

## Upamiętnienie
Tablicę ku jego czci odsłonięto 7 października 2014 przy ul. Bojkowskiej 37, na terenach po kopalni Gliwice. Inicjatorami upamiętnienia byli Henryk Wujec i Zygmunt Frankiewicz. Autorem projektu tablicy był Michał Klasik, a fundatorem Muzeum w Gliwicach.

## Rodzina
Od 1958 był żonaty i miał trzy córki. 